# FUT4
Fukoziltransferaza 4 (alfa (1,3) fukoziltransferaza, mijeloid-specifična, takođe poznata kao FUT4, je enzim koji je kod ljudi kodiran genom FUT4.

## Funkcija
Proizvod ovog gena prenosi fukozu u polisaharide N-acetilaktozamina da bi se stvorile fukozilovane strukture ugljenih hidrata. On katalizuje sintezu nesijalilovanog antigena, Luis x (CD15).